# 4302 Маркеєв
4302 Маркеєв (4302 Markeev) — астероїд головного поясу, відкритий 22 квітня 1968 року.
Тіссеранів параметр щодо Юпітера — 3,473.